# Simas Ramutis Petrikis
Simas Ramutis Petrikis (* 23. Januar 1942 in Raseiniai) ist ein litauischer Ingenieur und Politiker, Professor.

## Leben
Von 1956 bis 1960 lernte er am Kauno politechnikumas und 1966 absolvierte das Diplomstudium am Kauno politechnikos institutas als Radioingenieur. 1972 promovierte er und 1986 habilitierte er sich.
Ab 1960 arbeitete er am Forschungsinstitut Kaunas, ab 1989 war er Institutsdirektor. Ab 1989 lehrte er an der Vytauto Didžiojo universitetas und war Professor an der Fakultät für Informatik. Von 1996 bis 2000 war er Mitglied des Seimas und von 2000 bis 2003 Mitglied im Stadtrat Vilnius.
Er ist Mitglied von Tėvynės Sąjunga.
Er war Vizepräsident von Lietuvos pramonininkų asociacija und 1996 IHK Kaunas, Präsident von Kauno krašto pramonininkų asociacija, von 1998 bis 2002 Lietuvos prekybos pramonės ir amatų rūmų asociacija.